# Pedro José Cuesta
Pedro José Cuesta Fernández (* 22. August 1983) ist ein spanischer Leichtathlet, der sich auf den Diskuswurf spezialisiert hat.

## Sportliche Laufbahn
Erste internationale Erfahrungen sammelte Pedro José Cuesta im Jahr 2002, als er bei den Juniorenweltmeisterschaften in Kingston mit einer Weite von 50,28 m mit dem 1,75 m Diskus in der Qualifikation ausschied, wie auch bei den U23-Europameisterschaften im Jahr darauf in Bydgoszcz mit 52,35 m. Zwei Jahre darauf nahm er erneut an den U23-Europameisterschaften in Erfurt teil, brachte dort aber in der Qualifikation keinen gültigen Versuch zustande. 2007 belegte er bei der Sommer-Universiade in Bangkok mit 56,76 m den siebten Platz und 2008 gewann er bei den Ibero-Amerikanischen Meisterschaften in Iquique mit 57,67 m die Silbermedaille hinter dem Argentinier Jorge Balliengo. Im Jahr darauf schied er bei den Studentenweltspielen in Belgrad mit 53,30 m in der Qualifikation aus, wie auch zwei Jahre darauf bei der Sommer-Universiade in Shenzhen mit 54,05 m. 2012 gewann er bei den Ibero-Amerikanischen Meisterschaften in Barquisimeto mit 59,77 m die Bronzemedaille hinter dem Argentinier Germán Lauro und Ronald Julião aus Brasilien und 2016 sicherte er sich bei den Ibero-Amerikanischen Meisterschaften in Rio de Janeiro mit einer Weite von 57,37 m die Silbermedaille hinter Julião.  